# I Love It (Kylie Minogue)
I Love It è un brano musicale della cantante australiana Kylie Minogue, pubblicato il 23 ottobre 2020 come singolo promozionale dal quindicesimo album in studio Disco.

## Descrizione
Il brano è stato scritto dalla stessa cantante con Richard Stannard e Duck Blackwell ed è stato prodotto da questi ultimi due.

## Esibizioni dal vivo
Kylie Minogue si è esibita per la prima volta con I Love It il 7 novembre 2020, durante un concerto virtuale al fine di promuovere il disco, nel quale è stata canzone d'apertura.

## Tracce
1. I Love It – 3:50